# ヴァンター航空博物館
ヴァンター航空博物館はフィンランドの博物館である。
フィンランド最大の空港であるヘルシンキ・ヴァンター国際空港の一区画（航空公園区画）として運営されており、いくつか存在するフィンランド国内の航空機を展示している博物館の中でも最大の所蔵量を誇る。
現地の表記はSuomen ilmailumuseo（フィンランド航空博物館）。

## 概要
フィンランドは独立から間もなく、各国に先駆けて独立した空軍を創設し、現在に至るまで航空戦力に力を入れてきた。冬戦争当時、フィンランドには各国から二線級の兵器が供給されたが、その中でも航空機はソ連からの鹵獲品も含めて、「日本を除く全ての国の航空機がフィンランドに揃っている」とまで揶揄される程に多種多様に保有していた。
第二次世界大戦中でもフィンランドは独自の航空機を製作しようと試み、戦後はそれに加えて東西両陣営から多くの航空機を輸入した。ヴァンター航空博物館はそうした航空機の殆どを、中には試作の一機しか世界に存在しないものも含めて収蔵している。写真などの視覚資料は78000点に及ぶ。
フィンランドの軍事博物館の中でも特に規模の大きいものであることは確かであり、団体客用の多目的室や16万点に及ぶ航空関連雑誌、16000点の書籍などが収められた図書館などの設備が整っている。
なお博物館としては1969年にオープンしたが、当時は空港の一部として扱われており、独立した博物館として運営が始まるのは1980年であった。

## 展示品目
日本語ページ
- ビーチクラフト バロン
- ベル47 ヘリコプターD-1
- コンベア240
- デ・ハビランド バンパイア
- ダグラス DC-2
- ダグラス DC-3
- Fi 156
- Fw 44
- フォーランド ナット
- フーガ・マジステール
- レット L-13
- MiG-21
- Mi-1
- Mi-4
- Mi-8
- PIK-10
- PIK-12
- パイパー PA-28
- I-16
- サーブ 35 ドラケン
- サーブ 91 サフィール
- シュド・アビアシオン SE 210
- ヴァルメト ヴィフーリ
- VL ピリ

英語ページ
- AD 3
- コードロン C60
- デ・ハビランド ビーバー
- DFS オリンピア
- エクランド TE-1
- フィブラ KK-1
- グロスター ゲームコック
- シュナイダー グルナー
- ハラッカ
- IVL A.22 ハンサ
- カルマキ 48B
- クレム Kl 25
- レトフ Š-18
- ロックハード 18
- Mignet HM.14
- PIK-3
- PIK-3
- PIK-11
- PIK-16
- PIK-20
- クイッキー
- SDZ-9
- SDZ-10
- VL サーッスキ
- VL ツイスク
- VL ヴィーマ
- W.W.S.1 サラマンドラ
- WA-51

機体の一部展示、あるいは不完全な機体
- Bf 109G
- ブリュースター B239 バッファロー
- LaGG-3
- SB-2
- ブリストル ブレニム Mk.I
- グロスター グラディエーター
- MS406
- Ju-88 A-4

航空機以外
- マドセン 20mm機関砲
- ボフォース 40mm機関砲
- ウニモグ
- FlaK37 88mm高射砲
- ゲルツ2.0m測距儀
- 対空探照灯と電源車

## その他
広大な空港の敷地内の施設であるが、ある程度近くまで移動するバスがあり、要請に応じて運行する。
入館料は5ユーロであり、家族チケットも販売されている。空港の施設である為一般的な売店やカフェが併設されている。
クリスマスを除き年間を通して開放されており、開館時間は11:00～18:00となっている。

## ギャラリー

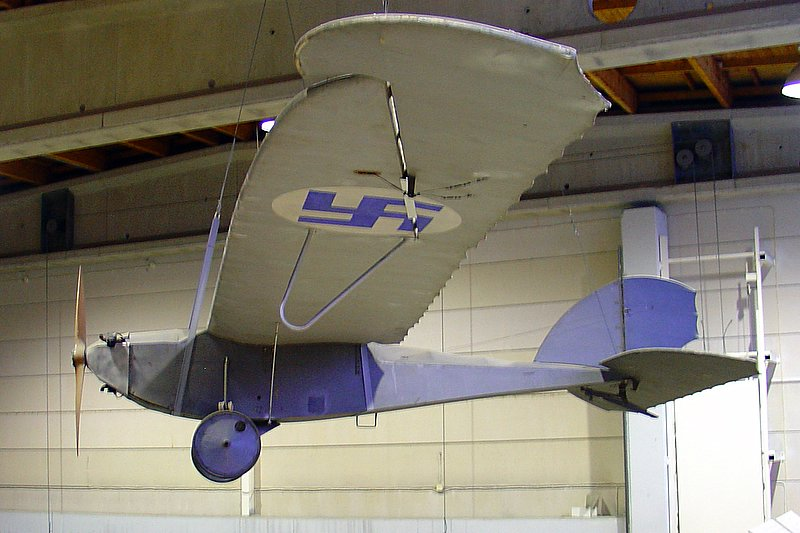
AD 3
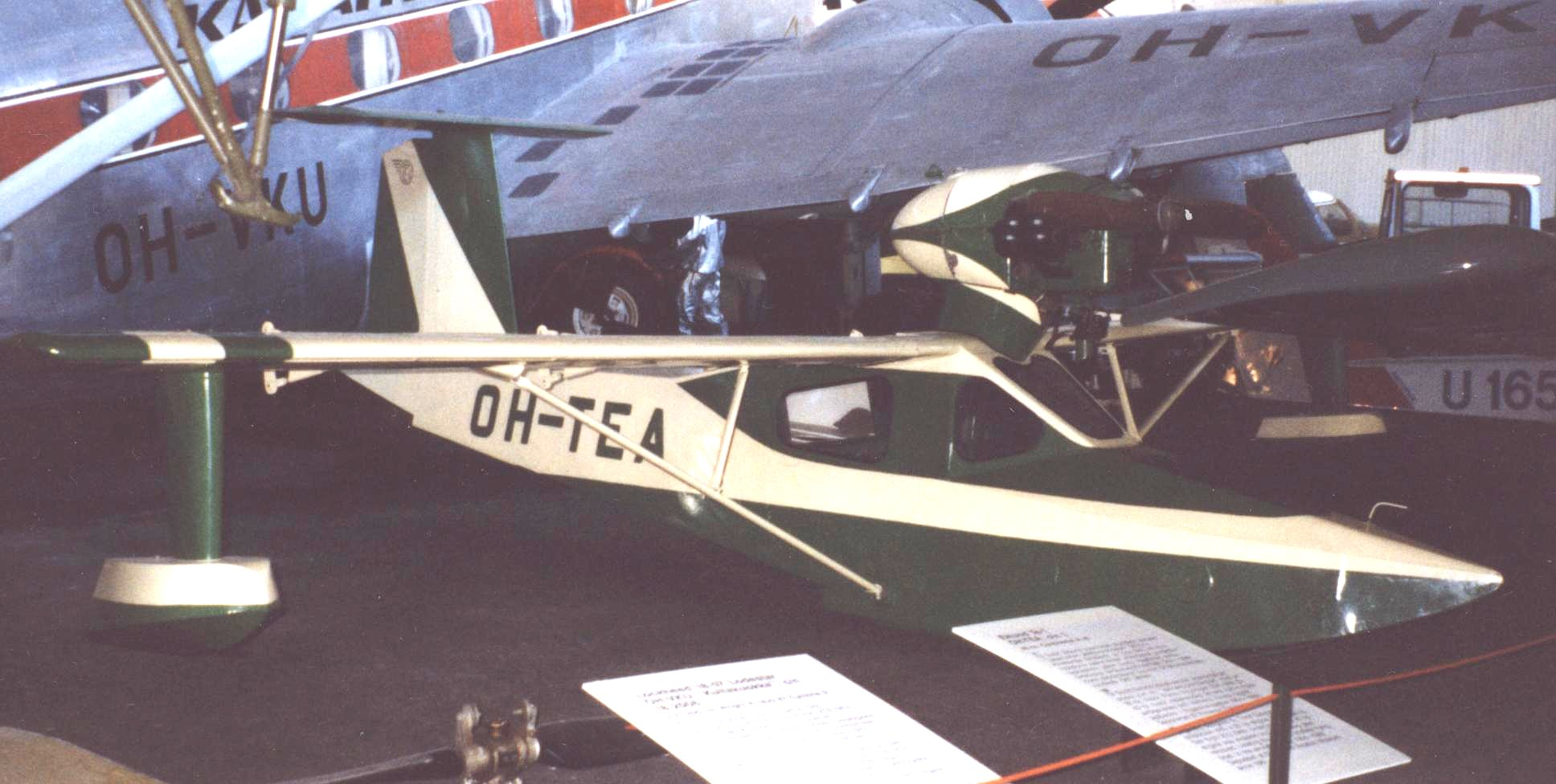
エクランド TE-1
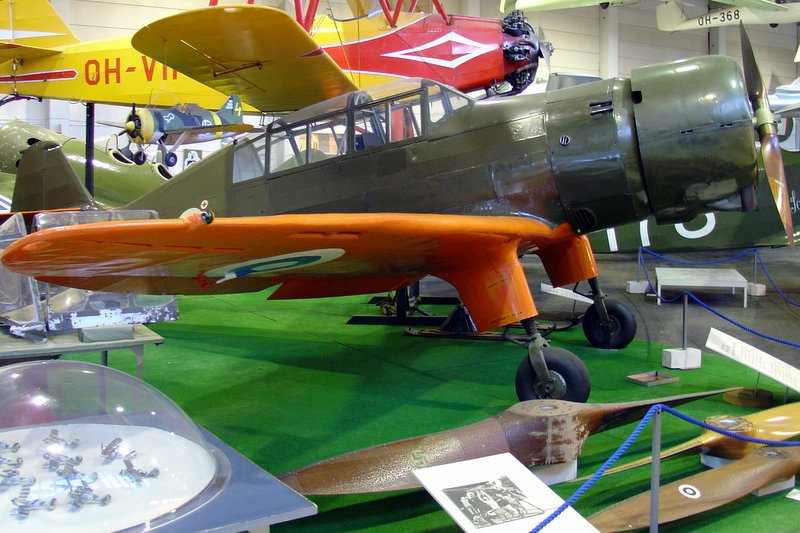
VL ピリ